# Berganzo
Berganzo (Bergantzu en euskera) es un concejo del municipio de Zambrana, en la provincia de Álava, País Vasco (España).

## Localización
La única carretera que atraviesa el pueblo es la A-3126, que comunica en dirección oeste y descendente con la N-124 en el pueblo de Zambrana, cabecera del municipio. En dirección este y ascendente la A-3126 comunica con la A-2124, en el pueblo de Peñacerrada.

## Geografía
El pueblo se encuentra en la sierra de Cantabria, en la ladera norte del monte Toloño y es atravesado por el río Inglares, que la divide en dos barrios: el de Arriba y el de Abajo, unidos por dos sencillos puentes, uno de ellos, denominado Puente de Arriba, llamado localmente Puente de Palo. El entorno del pueblo es boscoso y montaraz, sobre todo en dirección norte y se encuentra a una altitud de 578 metros sobre el nivel del mar.

## Historia
Su primera referencia histórica se refleja en un documento de donación de 1081. Posteriormente aparece citada en la escritura del mapa del obispo de Calahorra de 1257, dentro del arciprestazgo de Miranda de Ebro.
A mediados del siglo XIX, el lugar, por entonces con ayuntamiento propio, tenía contabilizada una población de 200 habitantes. La localidad aparece descrita en el cuarto volumen del Diccionario geográfico-estadístico-histórico de España y sus posesiones de Ultramar de Pascual Madoz de la siguiente manera:

BERGANZO: v. con ayunt. en la prov. de Alava (5 leg. á Vitoria), part. jud. de Laguardia (1), aud. terr. de Burgos (16), c. g. de las Provincias Vascongadas (5), dióc. de Calahorra (14): sit. en llano circuido de montes, con libre ventilacion y clima muy saludable. Tiene 55 casas, la municipal donde se halla la cárcel, escuela de primeras letras, frecuentada por 42 niños de ambos sexos, y dotada con cierta cantidad de trigo, una parr. (San Miguel), servida por 2 beneficiados perpétuos con título de curas, y una ermita dedicada á Ntra. Sra. del Campo, sit. no lejos del pueblo en el parage llamado La Cuadra. Confina el térm. N. Tovera (1 leg.); E. Peñacerrada (1 1/2); S. Salinillas (1), y O. Ocio (1/2). Le cruza un riach. que viniendo de Peñacerrada, divide la pobl. en 2 partes, y sobre el cual hay 2 puentes: sus aguas dan impulso á un molino harinero, y sirven para regar y surtido de los vec., juntamente con las de algunas fuentes muy esquisitas que brotan en distintos puntos. El terreno participa de monte y llano, y es bastante fértil. Los caminos se dirigen á Salinillas, Peñacerrada, Haro (prov. de Logroño y á Miranda (prov. de Burgos), se encuentran en mediano estado. El correo se recibe de Haro por medio de balijero dos veces á la semana. prod.: trigo, cebada, centeno, avena, maiz, legumbres, patatas, vino, nueces, frutas y buenas yerbas de pasto para alimento del ganado vacuno, lanar y cabrio: hay caza de volateria, liebres y conejos, pero no abundante, y pesca de truchas y otros peces. ind.: ademas de la agricultura y del espresado molino, se dedican los hab. en cortar leña que conducen á Haro. pobl.: 60 vec, 200 alm. riqueza y contr.: (V. Alava intendencia). Fué este pueblo ald. de Peñacerrada hasta que en 1520 se le concedió el privilegio de v., segun documentos que hay en su archivo. Su señ. perteneció en algun tiempo á los condes de Salinas; pues de la crónica del rey D. Pedro, consta que este monarca donó á Diego Perez Sarmiento en 1354, una aldea de Peñacerrada, que dicen Verganzon: despues correspondió á los condestables de Castilla, de donde pasó á los SS. de la casa de Martioda, quienes tenían el derecho de nombrar alc. m. para conocer en las apelaciones, residenciar á los ministros de justicia, y percibir las penas de cámara y el derecho de Semoyo de los vec. plebeyos, cayendo en desuso esta última facultad porque en lo sucesivo todos los moradores fueron del estado noble, y celebran una junta el 25 de junio de cada año, en la cual elegian un procurador y dos diputados para su gobierno.
(Madoz, 1849, p. 724)

Pertenece a Zambrana, junto con Ocio y Portilla, desde 1925 (hasta 1919 era un municipio independiente).

## Demografía
| Gráfica de evolución demográfica de Berganzo entre 1842 y 1920 |
| |
| Población de derecho según los censos de población del INE Población de hecho según los censos de población del INEEn este censo se denominaba Berganza: 1842 Entre el censo de 1930 y el anterior, este municipio desaparece porque se integra en el municipio 01062 (Zambrana) |

| Gráfica de evolución demográfica de Berganzo entre 2000 y 2017 |
|                                                                |
| Población de derecho según los censos de población del INE.    |

## Monumentos
- Iglesia de San Miguel (siglo XVI).[7][8]
- Ermita de Nuestra Señora del Campo

## Lugares de interés
- Ruta del agua (Río Inglares)[9]
- Ruta de los Castillos[10]